# Municipio de Fairview (condado de Luzerne)
El municipio de Fairview  (en inglés: Fairview Township) es un municipio ubicado en el condado de Luzerne en el estado estadounidense de Pensilvania. En el año 2000 tenía una población de 3.995 habitantes y una densidad poblacional de 158.4 personas por km².

## Geografía
El municipio de Fairview se encuentra ubicado en las coordenadas 41°10′00″N 75°51′59″O / 41.16667, -75.86639.

## Demografía
Según la Oficina del Censo en 2000 los ingresos medios por hogar en la localidad eran de $55,500 y los ingresos medios por familia eran $62,500. Los hombres tenían unos ingresos medios de $47,400 frente a los $26,614 para las mujeres. La renta per cápita para la localidad era de $23,333. Alrededor del 3,1% de la población estaban por debajo del umbral de pobreza.